# Хваль, Элла
Элла Хваль (норв. Ella Hval, имя при рождении — Ella Signe Quist Kristoffersen, 7 января 1904 — 17 декабря 1994) — норвежская театральная актриса и преподавательница.

## Биография
Элла Кристофферсен родилась в Кристиании (ныне Осло) в 1904 году. Её родителями были Кристоффер Кристофферсен и Анна Мария Квист.
Элла с юности приняла участие в рабочем движении, где она выступала в любительском театре. Здесь она познакомилась с поэтом Рудольфом Вильямом Нильсеном и в 1924 году вышла за него замуж. Этот брак продлился до 1929 года, когда её муж умер от туберкулёза. В 1932 году Элла снова вышла замуж за врача Эйнара Хваля и взяла его фамилию.
В 1932 году Элла начала свою профессиональную карьеру, выступив в Осло в театре ревю «Чёрная кошка» (Chat Noir). Она также выступала в театре Søilen Teater в роли Анны в пьесе Flammen Ганса Мюллера-Айнигена, но настоящим её успехом стала роль Вибеки в пьесе Oppbrudd Крога, ставившейся на Национальной сцене в Бергене в 1936—1937 гг. Среди других известных её ролей в Бергене были Джина в «Дикой утке» и Ребекка в Rosmersholm Ибсена. Она работала в театре Бергена до 1940 года.
С 1945 года Элла работала в Норвежском национальном театре в Осло и играла ведущие роли, в частности, в «За закрытыми дверями» Сартра и Анне Персдоттер Ганса Виерса-Йенссена. Кроме того, она была приглашённой актрисой в различных театрах, а также радиотеатре Radioteatret. Всего она исполнила более сотни ролей. За участие в радиопостановках в 1986 году ей вручили приз Blå Fugl.
С 1949 года Элла также снималась в кинофильмах, начиная с Gategutter («Уличных мальчишек») Арне Скоуэна. Она снялась также в кинокартинах Ut av mørket (1958 г.) и Over grensen (1987 г.). Элла дважды возглавляла Norsk Skuespillerforbund («Норвежскую федерацию актёров») в 1951—1961 и 1965—1967 гг., а с 1967 года была её почётным членом.
В 1974 году она была избрана рыцарем Ордена Святого Олафа и получила золотую Медаль Заслуг. В 1977 году Элле Хваль вручили Norsk kulturråds ærespris («Почетную награду Совета искусств Норвегии»). Она также была рыцарем Ордена Исландского сокола.
В 1979 году Элла Хваль написала книгу мемуаров Jeg har alltid hatt vanskelig for å glemme. Она умерла в 1994 в Ставангере и похоронена в Осло.